# محمدجواد حاج‌علی‌اکبری
محمدجواد حاج‌علی‌اکبری (تیر ۱۳۴۳ در شهرستان دماوند) روحانی اهل ایران، امام جمعه موقت تهران است. او همچنین عضو هیئت مدیره کانون پرورش فکری کودکان و نوجوانان و از دی ماه ۱۳۹۶ رئیس شورای سیاستگذاری ائمه جمعه می‌باشد.

## مسئولیت‌ها

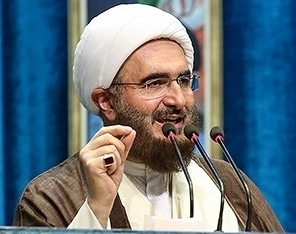
اولین نماز جمعه به امامت حاج‌علی‌اکبری در ۱۴ دی ۱۳۹۷، او جوان‌ترین امام جمعه حال حاضر تهران است.

وی از سال ۱۳۹۰، ریاست مرکز رسیدگی به امور مساجد را بر عهده دارد و در سال ۱۳۹۵ برای یک دوره پنج ساله، مجدد در همین سمت ابقا شد. همچنین نمایندگی رهبری، در اتحادیه انجمن‌های اسلامی دانش آموزان را بر عهده دارد. حاج‌علی‌اکبری معاون رئیس‌جمهور ایران محمود احمدی‌نژاد در امور جوانان و رئیس سابق سازمان ملی جوانان بوده‌است. او تنها روحانی است که به ریاست این سازمان رسید. در ۱۶ دی ۱۳۹۶ با صدور حکمی از طرف سید علی خامنه‌ای به ریاست شورای سیاستگذاری ائمه جمعه منصوب شد. وی در ۱۰ دی ۱۳۹۷ نیز به امامت جمعه موقت تهران منصوب شد. وی دارای مدرک کارشناسی ارشد فقه و حقوق اسلامی از مدرسه عالی شهید مطهری است و در حوزه علمیه از شاگردان سیدعلی خامنه‌ای، محمدتقی بهجت و جوادی آملی بوده‌است.

## جنگ ایران و عراق
حاج علی اکبری در جبهه‌های جنگ ایران و عراق، در لشگرها و گردان‌های: ۲۷ محمد رسول‌الله، ۱۰ سیدالشهدا، ۴۰ صاحب‌الزمان، ۶ ویژه پاسداران، ۴۴ قمر بنی‌هاشم و ۱۱۰ خاتم‌الانبیاء، علاوه بر انجام وظیفه تبلیغی، به‌عنوان روحانی رزمنده و تخریب‌چی، حضور فعال و مؤثری داشت و در عملیات‌های: والفجر مقدماتی، رمضان، والفجر ۱۰، کربلای۵ و عملیات مرصاد حضور داشت.